# Arvid
Arvid  è un nome proprio di persona scandinavo maschile.

## Varianti in altre lingue
- Finlandese: Arvi
- Lettone: Arvīds
- Lituano: Arvydas
- Norreno: Arnviðr[1]
- Norvegese: Arve
- Polacco: Arwid
- Tedesco: Arved

## Origine e diffusione
Continua il nome norreno Arnviðr, che è formato dagli elementi arn ("aquila", da cui anche Arne, Arnfinn, Arnbjørg e Arnór) e viðr ("albero", da cui anche Vidar). In Norvegia è impiegato altresì come cognome, benché assai raro.

## Onomastico
È un nome adespota, in quanto non è portato da alcun santo; l'onomastico può essere festeggiato il 1º novembre, in occasione di Ognissanti. In Svezia ed Estonia si celebra un onomastico laico il 31 agosto, mentre in Norvegia è celebrato il 1º aprile.

## Persone

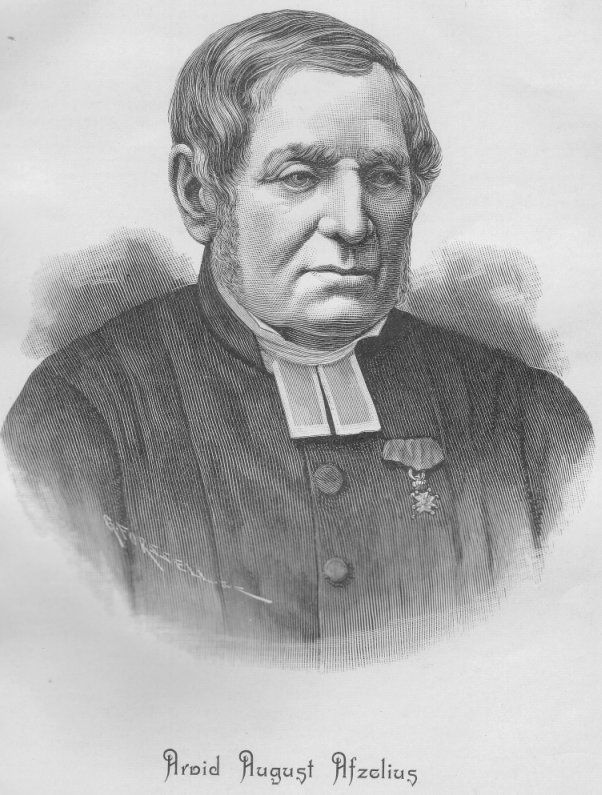
Arvid August Afzelius

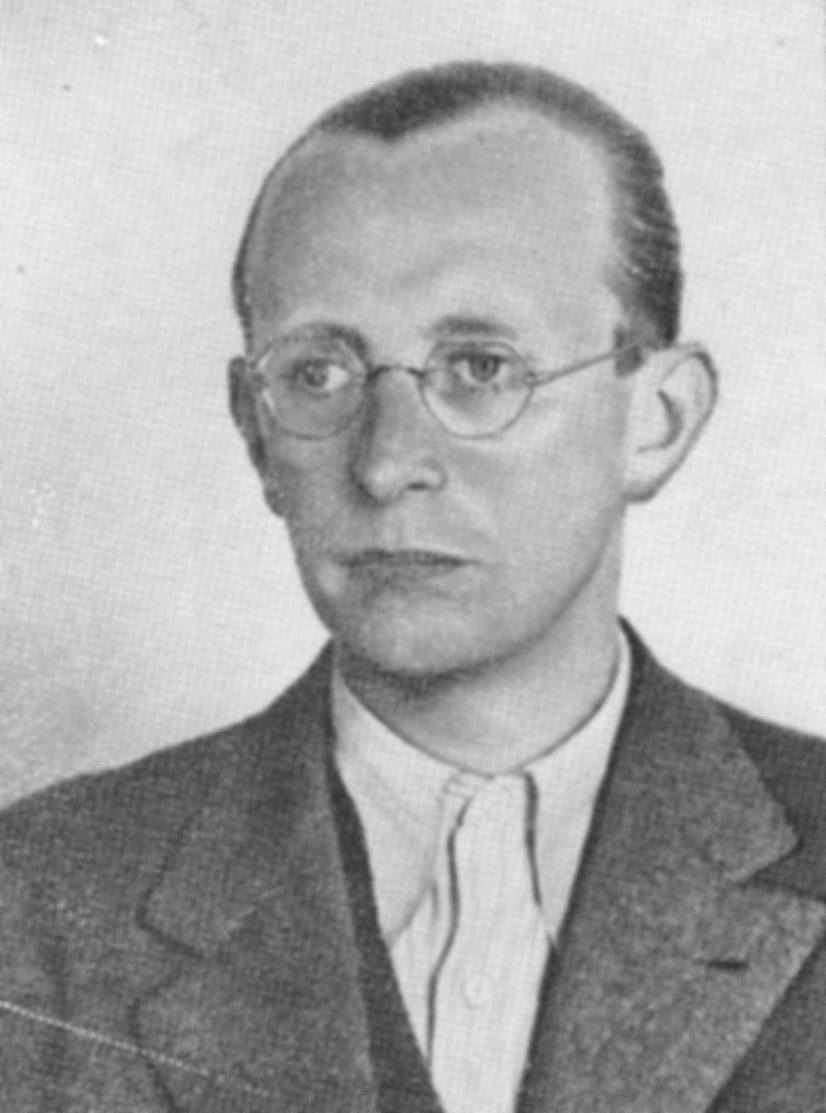
Arvid Harnack

- Arvid August Afzelius, pastore protestante, poeta e demologo svedese
- Arvid Andersen, bassista britannico
- Arvid Andersson, tiratore di fune svedese
- Arvid Andrén, archeologo svedese
- Arvid Arisholm, calciatore norvegese
- Arvid Carlsson, medico e neuroscienziato svedese
- Arvid Emanuelsson, calciatore svedese
- Arvid Evald Gyllström, regista e sceneggiatore svedese
- Arvid Harnack, economista, giurista e antifascista tedesco
- Arvid Havnås, calciatore norvegese
- Arvid Horn, diplomatico svedese
- Arvid Kramer, cestista statunitense
- Arvid Lindman, politico svedese
- Arvid Posse, politico svedese
- Arvid Thörn, calciatore svedese

### Variante Arvīds
- Arvīds Bradiņš, calciatore lettone
- Arvīds Bārda, calciatore lettone
- Arvīds Jurgens, calciatore e hockeista su ghiaccio lettone

### Variante Arvydas

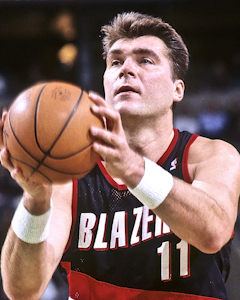
Arvydas Sabonis

- Arvydas Janonis, calciatore lituano
- Arvydas Macijauskas, cestista lituano
- Arvydas Sabonis, cestista lituano

### Variante Arved
- Arved Fuchs, esploratore tedesco

### Variante Arve

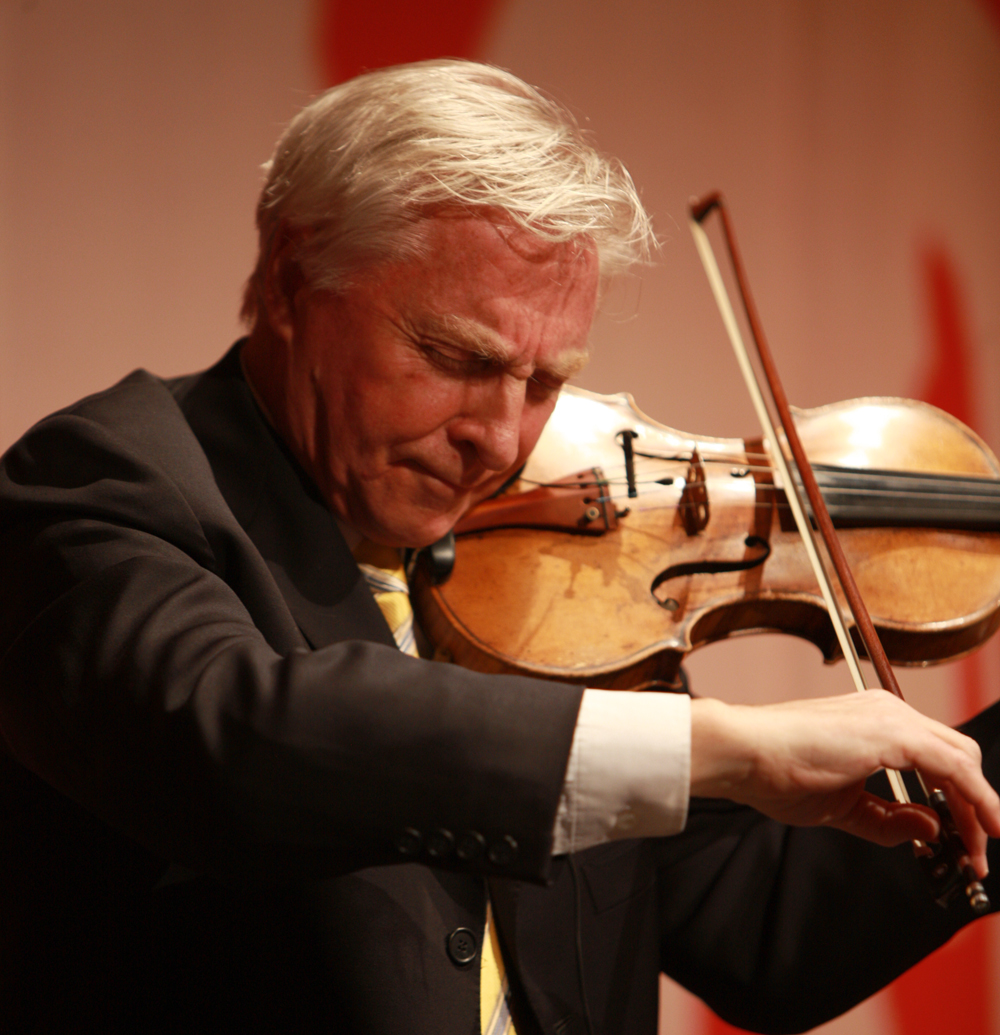
Arve Tellefsen

- Arve Mokkelbost, allenatore di calcio e dirigente sportivo norvegese
- Arve Seland, calciatore norvegese
- Arve Svorkmo, calciatore norvegese
- Arve Tellefsen, violinista norvegese
- Arve Walde, calciatore norvegese